# Une aussi longue absence
Une Aussi Longue Absence ou L'inverno ti farà tornare (br: Uma Tão Longa Ausência) é um filme de drama da franco-italiano de 1961, realizado por Henri Colpi, com argumento de Marguerite Duras.

## Resumo
Uma dona de um café de aldeia julga reconhecer num vagabundo, o seu marido deportado durante a II Guerra Mundial, mas o homem que perdeu a sua memória não se lembra de acontecimentos anteriores a 1945, com os quais se vê confrontado.
Remete-nos para uma visão reveladora do amor, como último contraforte da humanidade. A visão do rosto interior de alguém toca pela essência dois seres cujas existências podem e devem ver-se transformadas e expandidas numa revolução intima libertadora. A ausência traumática aponta-nos a alienação social que o amor teima em ganhar.
Um filme em mineur, mas profundo com argumento de Marguerite Duras baseado em factos - vale pela interpretação de ambos os actores dos quais, Valli principalmente, é excepcional. Colpi não voltaria a igualar este seu primeiro filme.

## Elenco
- Alida Valli
- Georges Wilson
- Jacques Harden
- Charles Blavette
- Paul Faivre
- Catherine Fontenay
- Diane Lepvrier
- Nane Germon
- Amédee

## Prémios e nomeações
- Ganhou a Palma de Ouro em 1961